# Queso Rozagás
El queso de Rozagás es un queso elaborado en el Principado de Asturias.

## Elaboración
Se toma la leche cruda de vaca, oveja y cabra. Se mezclan todas y se calientan hasta los 25/30 °C. Se deja que cuaje y una vez obtenida la cuajada se introduce en los moldes y se deja madurar durante dos meses como mínimo.

## Características
Es un queso duro, cilíndrico, de gran tamaño pues las piezas van desde los tres kilos a los cinco. El interior o pasta es blando, de color que va del blanco al azulado. La corteza es blanda y resbaladiza.

## Zona de elaboración
Este queso se elabora en la aldea de Rozagás, localidad situada en la sierra de Cuera, en el concejo de Peñamellera Alta.